# Røst
Røst – norweskie miasto i gmina leżąca w regionie Nordland, na wyspie o tej samej nazwie, u południowego krańca archipelagu Lofotów.
Røst jest 431. norweską gminą pod względem powierzchni.

## Demografia
W 2005 r. gminę zamieszkiwały 602 osoby, a gęstość zaludnienia wynosiła 53,7 os./km². 
Pod względem zaludnienia Røst zajmowała 426. miejsce wśród norweskich gmin.
| ludność stan na 1 stycznia 2005 |         |           |       |
|                                 | kobiety | mężczyźni | razem |
| osób                            | 302     | 300       | 602   |
| %                               | 50,17%  | 49,83%    | 100%  |

| wykształcenie stan na 1 października 2004 |        |         |        |        |
|                                           | podst. | średnie | wyższe | niezn. |
| osób                                      | 227    | 200     | 41     | 6      |
| %                                         | 47,89% | 42,19%  | 8,65%  | 1,27%  |

## Edukacja
Według danych z 1 października 2004:
- liczba szkół podstawowych (norw. grunnskolar): 1
- liczba uczniów szkół podst.: 87

## Władze gminy
Według danych na rok 2011 administratorem gminy (norw. rådmann) jest Randi Gregersen, natomiast burmistrzem (norw. ordfører, d. borgermester) jest Arnfinn Ellingsen.